# Elymnias cumaea
Elymnias cumaea är en fjärilsart som beskrevs av Felder 1867. Elymnias cumaea ingår i släktet Elymnias och familjen praktfjärilar. Inga underarter finns listade i Catalogue of Life.